# Insane Clown Posse
Insane Clown Posse (también conocido por las siglas ICP) es un dúo de hip hop originario de Detroit, Estados Unidos. Está formado por Joseph Bruce y Joseph Utsler, quienes actúan bajo personalidades de payasos malvados llamados Violent J y Shaggy 2 Dope (originalmente "2 Dope") respectivamente. El grupo se originó en 1989 tras la ruptura de un proyecto anterior, Inner City Posse.
Insane Clown Posse hace una variedad de hip hop hardcore llamado horrorcore y son conocidos por sus elaboradas actuaciones en directo. El dúo ha ganado dos discos de platino y cinco de oro. Según Nielsen SoundScan, la discografía completa del grupo vendió 6,5 millones de unidades en Estados Unidos y Canadá hasta abril de 2007.
El grupo ha conseguido amasar un gran número de seguidores dedicados, llamados Juggalos, llegando a las "decenas de miles"
Originalmente conocidos como JJ Boyz e Inner City Posse, el grupo introdujo temas sobrenaturales y de terror en sus letras para distinguirse estilísticamente. El dúo fundó el sello discográfico independiente Psychopathic Records con Joe Abiss como gerente, y produjeron y protagonizaron las películas Big Money Hustlas y Big Money Rustlas. Además formaron su propia federación de lucha libre profesional llamada Juggalo Championship Wrestling, y más tarde colaboraron con muchos músicos famosos de hip hop y rock.
Las canciones de Insane Clown Posse se centran temáticamente en la mitología del Dark Carnival; una metáfora en la que las vidas de los muertos son juzgadas por una de varias entidades. El Dark Carnival está elaborado a través de una serie de historias denominadas Joker's Cards, cada una de las cuales ofrece una lección diferente designada a cambiar los malos caminos de los escuchas, antes de que "el fin nos consuma a todos". Insane Clown Posse estuvo formada originalmente por John Ultser (John Kickjazz), Joe Bruce (Violent J) y Joseph Utsler (Shaggy 2 Dope). John Utsler abandonó la banda antes del lanzamiento del álbum Carnival of Carnage (1992).

## Carrera musical

### Primera Etapa (1985-1994)

#### Formación del grupo
Joseph Bruce, conocido como ¨Violent J¨, y Joseph Utsler conocido como ¨Shaggy 2 Dope¨, se conocieron en Oak Park, un suburbio en la frontera norte de Detroit, Míchigan. Junto con el hermano de Utsler, John, y un amigo, Lacy, luchaban de manera amateur en cuadriláteros de boxeo construidos por ellos mismos. También solián escuchar hip hop, incluyendo 3rd Bass, Beastie Boys, N.W.A y raperos locales como Awesome Dre. En 1989, Joseph Bruce como ¨Jagged Joe¨, Joseph Utsler como ¨Kangol Joe¨ y John Utsler como ¨Master J¨, lanzaron un sencillo titulado "Party at the Top of the Hill", bajo el nombre de JJ Boys, pero el grupo no trataba de hacer una carrera seria en la industria de la música. La pobreza y una vida familiar complicada llevaron a Bruce a mudarse con Rudy "The Rude Boy" Hill a River Rouge, una ciudad cerca del sudoeste industrial de Detroit.
Mostrándose sentido de hogar y pertenencia, Bruce formó una pandilla llamada "Inner City Posse", la cual estaba compuesta por Joseph Utsler, Rudy Hill, otros amigos de Bruce, y varios de los contactos que hizo en Southwest, Detroit. Bruce fue encarcelado por noventa días entre 1989-90 por amenazas de muerte, robo y por violar su libertad condicional; esta experiencia lo convenció de reducir su participación en la vida de las pandillas. Después de salir de la cárcel Bruce comenzó su carrera de luchador profesional, y fue en su primer show que conoció a Rob Van Dam y a Sabu, otros dos primerizos que se convirtieron en muy buenos amigos. Durante este tiempo Bruce llevó consigo a Utsler tras los escenarios, y los cuatro se hicieron amigos cercanos.
Bruce se sintió frustrado por las políticas de detrás de bastidores del negocio de las luchas y comenzó a buscar otra carrera. De regreso en las calles, Bruce, Utsler y su hermano, John, se presentaban en los clubs nocturnos locales cantando hip hop, usando los nombres artísticos "Violent J", "2 Dope", y "John Kickjazz", bajo el nombre de su pandilla Inner City Posse. Viendo la necesidad de un manager, el hermano de Bruce, Robert, les recomienda a su amigo y propietario de una tienda de discos Alex Abbiss, quien en 1991 funda junto con el grupo el sello discográfico Psychopathic Records. Más tarde ese mismo año, el grupo lanzó un EP auto-producido y titulado Dog Beats.
Las emisoras de radio locales se rehusaron a reproducir el sencillo de EP, Dog Beats, porque los miembros de Inner City Posse eran blancos. Mientras intentaban conseguir estaciones para reproducir el sencillo, Bruce descubrió que en una de las estaciones que él y Abbiss habían visitado estaban entrevistando al rapero local Esham, a quien consideraba una super estrella; Bruce había comenzado recientemente a coleccionar los álbumes de Esham, como lo había hecho con otros raperos locales; para el tiempo en que descubrió a Esham, éste había lanzado dos álbumes completos y tres EPs. Bruce se topó con Esham por primera vez en la estación y lo alabó. Esham le deseó lo mejor a Bruce, quién le entregó una copia de "Dog Beats"; ahí comenzó la amistad y la relación profesional entre Psychopathic Records y el sello de Esham, Reel Life Productions. La creciente popularidad musical en la escena local resultó ser negativa para los miembros del grupo y se convirtieron en el blanco de una creciente violencia. Después de recibir penas de cárcel, los miembros del grupo abandonaron la vida de las pandillas.
A finales de 1991, el grupo tenía el problema de haber gastado más dinero en la producción del que habían recuperado con las ventas. El grupo llegó a la conclusión de que su estilo gansta rap era la causa: La mayoría de Mc´s (Maestros de ceremonias) para ese tiempo usaban estilos similares, por lo que era difícil para Inner City Posse distinguirse estilísticamente.
Refiriéndose al estilo horrorcore del rapero local Esham, Bruce le sugirió a la banda adoptar este género, en un intento de que Detroit representara este rap ácido, así como Los Ángeles representaba el gangsta rap. El grupo acepta, pero no copiando cercanamente el estilo de Esham. Más bien, sugirieron el uso de las letras de este estilo como una forma desahogo emocional de todas sus experiencias negativas. También fueron unánimes al decidir no rapear abiertamente acerca de Satán, lo que Esham hacía a menudo.
Después del cambio en el estilo musical, el grupo decidió que era necesario un nuevo nombre. Ustler sugirió mantener las iniciales "I.C.P" para informar a la comunidad que Inner City Posse no estaba muerto. Varios nombres fueron considerados antes de que Bruce recordara su sueño de un payaso corriendo en Delray, el cual dio la inspiración para el nuevo nombre del grupo: Insane Clown Posse. El grupo decidió que todos se pondrían pintura facial debido al éxito de su anterior hype man pintado de payaso. Al regresar a casa esa noche, Bruce dijo que él había tenido un sueño en el que "se le aparecían espíritus en un carnaval"-una imagen que se converitiría en la base para el mitológico Dark Carnival detallado en la serie "Joker's Cards" del grupo.

#### "Carnival of Carnage"y"Ringmaster"
El grupo comenzó a grabar su álbum debut "Carnival of Carnage" con el productor Chuk Miller. Después de grabar solo tres canciones por seis mil dólares con Miller, Alex Abbis hizo su primer gran gestión encontrando a otro productor, Mike E. Clark. El grupo finalizó las grabaciones con Mark, quien continuó trabajando con ellos a lo largo de su carrera. El álbum incluía apariciones de raperos locales, incluyendo a Esham y Kid Rock. A solo pocas semanas de lanzar el álbum, John dejó el grupo porque sintió que le estaba "tomando demasiado de su vida". Cuando Bruce y Utsler intentaron citarlo a una reunión para hablar del tema, John no asistió.
Carnival of Carnage fue lanzado el 18 de octubre de 1992, con una distribución de 190 km dentro del radio de Detroit. El crítico de All music, Stephen Thomas Erlewine comparó la actuación del grupo en el álbum de "un Beastie Boys de tercera categoría apoyado por un Faith No More de cara bonita, todo ello fusionado con la sensibilidad que hizo el culto de héroes Gwar -solo que con ... más sexismo y bromas que ... acaban sonando racistas". El EP de seguimiento, Beverly Kills 50187 se vendió bien y logró una gran audiencia. Durante una presentación en vivo de la canción "The Juggla", Bruce se dirigió a la audiencia como los "Juggalos", y la respuesta positiva dio lugar al grupo para que usara la palabra desde entonces. La palabra ha sido sujeto de críticas por parte de ambos, Ben Sisario de los Rolling Stone y Erlewine de Allmusic, quien sugirió que el término era parecido a la calumnia racial "jigaboo".
El segundo álbum de estudio del grupo, "Ringmaster", fue lanzado el 8 de marzo de 1994, y su popularidad permitió al grupo venderlo a las discotecas más grandes de todo Detroit. Porque Bruce y Utsler hicieron referencia en sus canciones al refresco producido por Detroit, Faygo, "imaginaron que sería bueno tener alguno en el escenario con ellos". Durante un concierto en 1993, Bruce lanzó una botella abierta de Faygo a una fila de espectadores quienes les estaban sacando el dedo. Después de recibir una respuesta positiva por parte de la audiencia, Bruce y Utsler han continuado rociando a Faygo en los espectadores. Un subsecuente tour nacional incrementó las ventas del álbum, obteniendo con "Ringmaster", disco de oro. El segundo EP del grupo, "The Terror Wheel", fue lanzado el 5 de agosto de 1994. Una de las canciones del EP, "Dead Body Man" recibió considerables reproducciones en las radios locales. El mismo año realizaron su primer concierto, "Hallowicked", el cual, desde entonces ha continuado realizándose anualmente en Detroit para la noche de Halloween.

### Principales lanzamientos (1995–1997)

#### Riddle Box
En 1995, Bruce y Utsler intentaron obtener un contrato con un importante sello discográfico, firmando finalmente con el efímero Jive Records con el sub-sello Battery Records, el cual lanzó el tercer álbum de estudio del grupo, Riddle Box, el 10 de octubre de 1995. Después de que Battery/Jive Records mostrara poco interés en la promoción del álbum, Insane Clown Posse financió la promoción de Riddle Box de manera independiente. Este esfuerzo llevó al grupo a Dallas, Texas, en donde persuadió a varias pequeñas tiendas de música de vender el álbum. Como resultado de ello, las ventas alcanzaron las 1 500 copias por semana.

#### The Great Milenko
El manager Alex Abbiss negoció un contrato con Walt Disney Company propietaria del sello Hollywood Records, el cual, al parecer pagó un millón de dólares para comprar el contrato de Insane Clown Posse con Battery/Jive/BMG Records. El grupo inició las grabaciones de su cuarto álbum de estudio The Great Milenko en 1996, en el que Disney solicitó que las pistas "The Neden Game", "Under the Moon" y "Boogie Woogie Wu" fueran eliminadas y, también pidió que las letras de otras canciones fueran cambiadas, amenazando con no lanzar el disco de otra manera. Bruce y Utsler cumplieron con los requerimientos de Disney, y planearon ir a un tour nacional con House of Krazees y Myzery y, sus actos de apertura.
Durante una firma de autógrafos en una tienda de música, Insane Clown Posse fue notificado de que Hollywood Records había retirado el álbum dentro de las horas de su lanzamiento. A pesar de haber vendido 18 000 copias y alcanzado el puesto número sesenta y tres en el Billboard 200. El grupo también fue informado de que su firma de autógrafos y su tour nacional había sido cancelado, que los comerciales para el álbum y el video musical de "Halls of Illusions" -que había alcanzado el puesto número uno en el canal de vídeos "The Box"- había sido retirado de la televisión, y que el grupo había sido dado de baja del sello discográfico. Más tarde fue revelado que Disney estaba siendo criticado por la Convención Bautista del Sur porque estaba promoviendo los "días Gays" en el parque Disneyland, además de presidir la serie de televisión de temática gay, Ellen. La convención afirmó que Disney le estaba dando la espalda a los "valores familiares". Aunque Abbiss le dijo a la prensa que Disney había detenido la producción de The Great Milenko para evitar futuras controversias, Disney afirmó en su lugar que, el lanzamiento del álbum había sido una equivocación de su junta de revisión, y que el álbum "no encajaba con la imagen de Disney" por sus letras "inapropiadas", las que según ellos eran ofensivas para las mujeres.
Después de la terminación del contrato con Hollywood Records, Insane Clown Posse firmó un nuevo contrato con Island Records/PolyGram, que acordó lanzar el álbum como se había previsto. El crítico de Entertainment Weekly, David Browne, dio a la grabación una clasificación  " C -negativa ": "Con su pueril humor y sus feas canciones intencionales de rap-metal, el álbum se siente extrañamente anticuado". The Great Milenko fue disco de platino con 1.7 millones de copias vendidas. Uno de los proyectos del grupo con Island Records fue un documental de una hora titulado "Shockumentary" que se transmitió por MTV. La estación inicialmente rechazó reproducir el documental, pero Island Records los persuadió de hacerlo como un favor personal. Shockumentary ayudó a incrementar las ventas del álbum pasando de 17 000 a 50 000 copias por semana. Island también relanzó los dos primeros álbumes del grupo, así como un álbum de compilación de dos CDs integrado por demos y raras canciones, titulado "Forgotten Freshness Vol. 1".

#### Gira nacional
Dos días después del programa Extreme Championship Wrestling (ECW), Insane Clown Posse inició su reprogramada gira nacional con House of Krazees y Myzery. Su primer concierto, realizado en Orlando, Florida, fue cuidadosamente seleccionado por Insane Clown Posse y gratis para el público. A mitad de la gira, Brian Jones de House of Krazzes tuvo una pelea con uno de los miembros de su banda. Jones, dejó el grupo, forzando a House of Krazees a abandonar la gira. El éxito de la gira permitió a Bruce y Ustler comprar nuevas casas para cada uno y para sus familias. Bruce incluso le dijo a su madre que dejara su trabajo porque el cubriría sus gastos.

#### Enemistad con Eminem
A finales de 1997, Bruce llevó a Myzery hacia St. Andrew's Hall. Eminem, en aquel entonces un desconocido Mc local, abordó a Bruce y, según  él, le entregó un "flyer" de la fiesta del lanzamiento de The Slim Shady EP. El "flyer" decía: "Con apariciones de Esham, Kid Rock, e ICP (tal vez)". Bruce le preguntó a Eminem por qué estaba promocionando una posible aparición de Insane Clown Posse sin primero ponerse en contacto con el grupo. Bruce dijo que Eminem le explicó, "Dice 'tal vez'. Tal vez estarás ahí; no sé. Es por eso que te lo estoy pidiendo ahora. ¿Vendrán a mi fiesta de lanzamiento, o qué?" Bruce molesto por no haber sido consultado, le respondió, "No, no iré a tu fiesta. Podríamos haber ido, si nos hubieras preguntado primero, antes de ponernos en el maldito "flyer"." Bruce informó que Eminem atacó al grupo en entrevistas de radio. Bruce y Utsler primero respondieron refiriéndose al álter ego de Eminem como "slim anus" en la canción "85 bucks an hour" del álbum de debut de Twiztid en 1997, "Mostasteless", y más tarde, en 1999, lanzando una parodia de la canción de Eminem, "My name is", titulada "Slim anus". Los ataques entre Insane Clown Posse y Eminem continuaron hasta que la enemistad fue finalizada en 2005 por el grupo de hip hop, D12, y Psychopathic Records.

#### The House of Horrors Tour
Un mes después de "ICP's Strangle-Mania Live", Insane Clown Posse inició su segunda gira nacional "The House of Horrors Tour", con Myzery con uno de los actos de apertura; mientras buscaban quién realizara el segundo, Bruce recibió en su casa una llamada telefónica de los exmiembros de House of Krazees, Jamie Spaniolo y Paul Methric, quienes le dijeron que el grupo estaba oficialmente disuelto, y le pidieron estar en la gira. Spaniolo y Methric le proporcionaron un demo que contenía tres canciones: "2nd Hand Smoke", "Diemotherfuckdie" y "How Does It Feel?". Bruce quedó extremadamente impresionado, e inmediatamente tenía un contrato elaborado con Psychopathic Records y el nuevo grupo a firmar. Bruce, Spaniolo, y Methric estuvieron de acuerdo con el nombre de la banda, "Twiztid". Así The House of Horrors Tour fue presentado por Insane Clown Posse, con los grupos de apertura, Twiztid, Myzery, y Psycho Realm.

#### Problemas legales
El 16 de noviembre de 1997, Bruce fue arrestado bajo el cargo de agresión agravada después de presuntamente golpear a un miembro de la audiencia treinta veces con su micrófono en un concierto en Albuquerque, Nuevo México. Bruce fue retenido por cuatro horas antes de ser liberado bajo una fianza de 5 000 dólares. La emisión de enero de 1998 de la revista Spin, publicó una historieta de cuatro páginas satirizando a Insane Clown Posse y a los Juggalos, alegando que el grupo era ofensivo "no por su obscenidad, sino por su estupidez". Spin comparó la presentación de Insane Clown Posse en el escenario con "una especie de karaoke cirquero" y retrató a los fans del grupo como personas de los suburbios con sobrepeso. En el sitio web del grupo, Bruce respondió al artículo declarando, "podría darles una maldita lección."

### (1998-2000)

#### The Amazing Jeckel Brothers
El 19 de abril de 1998, en Minneapolis, Minnesota, Bruce sufrió un ataque de pánico durante una presentación y fue llevado fuera del escenario. Bruce, quien recordó más tarde estar completamente "fuera de sí" encontró unas tijeras y cortó sus rastas. Después de sufrir otro ataque de pánico una vez que regresó a su casa, Bruce optó por pasar tres días en un programa de salud metal en Michigan. Más tarde, Insane Clown Posse canceló el valor de las fechas de las últimas dos semanas en su gira por Estados Unidos, pero subsecuentemente comenzó su gira por Europa.
Para finales de 1998, cerca de un millón de copias de The Great Milenko habían sido vendidas, e Insane Clown Posse estaba listo para su quinto álbum, "The Amazing Jeckel Brothers". Trabajando con Mike E. Clark y Rich-"Legz Diamond"-Murrell, Bruce y Utsler desarrollaron su álbum con las más altas esperanzas. El grupo era conocido nacionalmente, pero no tomado muy en serio. Esperando recibir el respeto que Bruce y Utsler sentían merecer, planearon una muy conocida presentación, raperos respetados en su álbum. Bruce declaró abiertamente que el quería involucrar a Snoop Dogg y Ol' Dirty Bastards. Le pagaron 40 000 dólares a Snoop Dogg por aparecer en la canción "The Shaggy Show" y, éste, a su vez, los ayudó también a contactar a Ol' Dirty Bastards, a quién le pagaron 30 000 por su aparición. Ol' Dirty Bastards grabó su canción en un lapso de dos días; sin embargo, su grabación consistió nada más en que él divagará acerca de "putas". Les llevó una semana a Bruce y a Utsler montar solo cuatro ritmos fuera de su divagación, y tuvieron que volver a grabar la canción y titularla "Bitches" Finalmente, Insane Clown Posse contactó a Ice-T, quién les cobró solo 10.000 dólares. El grupo sintió que la canción de Ice-T no encajaba en el álbum, por lo que fue lanzada en el siguiente álbum, "Psychopathics from Outer Space".
Para ayudar a incrementar su publicidad positiva, el grupo contrató al equipo de publicidad "Nasty Little Man". El equipó estableció una sesión de fotos para Insane Clown Posse que iba a aparecer en la portada de la revista Alternative Press en Cleveland. En el set de la sesión fotográfica, un miembro del equipo de publicidad aprovechó para explicarle a Bruce que en la canción "Fuck the World", la letra que indicaba "Jódanse los Beastie Boys y el dalái lama" necesitaba ser cambiada. Insultado, Bruce exclamó que su música no sería censurada otra vez -refiriéndose al requerimiento de censura de Disney. Nasty Little Man le dijo a Bruce que los Beastie Boys no eran solamente clientes de la compañía sino también amigos personales, y que ellos le habían dicho a la compañía que hiciera que Bruce cambiara la letra. En respuesta, Bruce despidió a Nasty Little Man y le pidió a su equipo que abandonara la sesión fotográfica.
The Amazing Jeckel Brothers fue lanzado el 25 de mayo de 1999, y alcanzó el puesto número cuatro en la lista de álbumes de Billboard, logrando a parir de entonces disco de platino de la RIAA Stephen Thomas Erlewine le dio al álbum una clasificación de "cuatro de cinco estrellas", expresando que "Insane Clown Posse realmente entregó un álbum que va cerca a cumplir cualquier promesa que su ridícula y carnavalesca mezcla de hip hop hardcore y shock metal tuviera en primer lugar." El escritor de Rolling Stone, Barry Walters le dio al álbum una clasificación de "dos de cinco estrellas", escribiendo que "ninguna estrategia musical puede ocultar el hecho de que Shaggy y J siguen siendo la penuria final de los emcees". Al mismo tiempo del lanzamiento de The Amazing Jeckel Brothers, Island Records se fusionó con Def Jam Records y pronto se hizo evidente para Bruce y Utsler que Def Jam Records no estaba interesado en ellos. Eminem, quién había comenzado a ganar un éxito corriente, insultó a Insane Clown Posse en entrevistas, giras, y en la canción "Till Hell Freezes Over".

#### Big Money Hustlas
En la gira previa de Insane Clown Posse (The House of Horrors Tour), ellos habían visto la película "Big Ballers". Al grupo, así como a Twiztid, les gustó el video. Después de que Insane Clown Posse finalizó su álbum The Amazing Jeckel Brothers, Bruce y Utsler decidieron hacer su propia película, "Big Money Hustlas", con el mismo estilo de comedia de bajo presupuesto que Big Ballers. Island Records les dio 250 000 dólares para comenzar a trabajar en la película. Bruce y Utsler fueron contactados por John Cafiero, quién les dijo que él era fan de Insane Clown Posse, y se ofreció a dirigir la película. Insane Clown Posse le pidió a Mick Foley aparecer en la película como "Cactus Sac", una parodia de su "Cactus Jack". Cafiero retuvo al misfits, Fred Berry, y a petición de Bruce, a Harland Williams. El guion fue escrito por Bruce, y filmado en la ciudad de Nueva York. Bruce interpretó a un jefe criminal, y Utsler representó a un detective de policía. Los miembros del equipo de escenario, que mostraron su disgusto con Insane Clown Posse, eran una fuente de retraso, y a pesar de que se fueron a huelga dos veces, la película se filmó en dos meses.

#### Woodstock 1999
Mientras estaban en "The Asylum In-store Tour", Bruce y Utsler fueron informados por Abbiss que les estaban ofreciendo 100 000 dólares por actuar en "Woodstock 1999". Estaban emocionados por la oferta, era como indicador de su impacto en la industria musical. Algunas personas percibieron que la participación en "Woodstock 1999" fue una venta del grupo; sin embargo, Bruce y Utsler no estuvieron de acuerdo. Como explica Bruce, ¡"Woodstock" agotó el estilo principal para nosotros! ¡"Woodstock" nunca vino a nosotros pidiéndonos que cambiaríamos una maldita cosa acerca de nuestro show! Ellos querían a ICP como ICP es, y nada más. ¡Si eso no es fresco, entonces no se que demonios lo es!"

#### Problemas enAmazing Jeckel Brothers Tour
Después de Woodstock 1999, Insane Clown Posse inició su "Amazing Jeckel Brothers Tour", junto con los músicos, Biohazard, Krayzie Bone, Twiztid, Mindless Self Indulgence y Coal Chamber. Biohazard, Mindless Self Indulgence, Krayzie Bone, y Twiztid eran bien recibidos por el público; sin embargo, Coal Chamber no. Los fans de Insane Clown Posse no estaban adquiriendo boletos, ya que no les gustaba Coal Chamber. Para los tres eventos en los que Coal Chamber tocó, se reembolsaron múltiples boletos. Bruce y su hermano, Rob, tomaron la decisión de eliminar a Coal Chamber de la gira. Después de hacer eso, no hubo boletos reembolsados en el resto de las fechas de sus conciertos. Bruce y Utsler declararon que Coal Chamber había sido retirada de la gira por problemas en su equipamiento, pero más tarde se reveló la verdadera razón de sus acciones en "The Howard Stern Show", que se transmitió el 19 de agosto de 1999. Bruce continuó diciendo, "nadie te dirá eso, porque todo el mundo tiene miedo de su zorra manager culo redondo." Después de esa noche, Stern contactó a Bruce y a Utsler, pidiéndoles aparecer en su show el día siguiente para hablar con la manager de Coal Chamber, Sharon Osbourne.
Antes de que el show saliera al aire, Osbourne les apostó 50.000 dólares a Bruce y Utsler a que el siguiente álbum de Insane Clown Posse no llegaría ni a las 200 000 copias vendidas -una apuesta que Bruce aceptó. En el aire, Osbourne informó a Bruce y Utsler que Coal Chamber había presentado una demanda por incumplimiento de contrato. Osbourne declaró que su grupo debía recibir 12.000 dólares por show de una gira programada para un período de dos meses. Bruce reiteró que los músicos de Coal Chamber no atraían la atención de los fans de Insane Clown Posse, y que el reembolso de boletos había disminuido después de que Coal Chamber había sido retirada de la gira. Osbourne hizo entonces publica la apuesta con Bruce acerca del siguiente álbum de Insane Clown Posse, también declarando que el dúo sería subsecuentemente abandonado por su distibuidor. En palabras de Osbourne, "Están muertos, su carrera está terminada." Bruce predijo que el siguiente álbum del grupo vendería por lo menos 500 000 copias; sin embargo, tras escenario, oficialmente la apuesta quedó en 200 000 copias como acuerdo entre ambos, Bruce y Osbourne.

#### Bizaar y Bizzar
El 10 de enero de 2000, Utsler colapsó en el escenario durante una presentación en House of Blues en Chicago y fue llevado rápidamente al Northwestern Memorial Hospital. Fue diagnosticado con síntomas relacionados con la gripe y bajos niveles de azúcar en la sangre. Como resultado del incidente, las fechas de los conciertos de la siguiente semana fueron reprogramadas.

### (2001–actualidad)
Bruce y Utsler dejan Island Records, firmando un contrato con D3 Entertainment para distribuir cada lanzamiento de Psychopathic Records, el que seguiría siendo financiado, producido y grabado de manera independiente. Insane Clown Posse tenía su propio estudio, llamado "The Lotus Pod". En el verano de 2001, el mánager de giras de Insane Clown Posse, William Dail, fue arrestado en Omaha, Nebraska, por presunta asfixia contra un hombre quien había agitado una camiseta de Eminem en frente de la banda. Dail fue acusado por el delito menor de asalto y agresión. Los cargos fueron reducidos a una multa de $ 100 después de que él se declaró culpable.
La segunda reunión de los Juggalos fue llevada a cabo del 13 al 15 de julio en el Centro de Convenciones SeaGate en Toledo, Ohio. El evento presentó las mismas actividades que la primera reunión, e invitados como Bone Thugs-n-Harmony, Vanilla Ice, y Three 6 Mafia. El 15 de junio de 2001, Bruce fue detenido en Columbia, Missouri por una orden de arresto pendiente en St. Louis proveniente de un incidente de febrero de 2001. Ese incidente involucraba a Insane Clown Posse por presuntamente atacar a los empleados de una estación de radio de St. Louis por los comentarios ofensivos de un dj hechos en el aire. La policía usó varios coches patrulla para detener a Bruce, Utsler, y dos socios a unas pocas millas de un lugar en donde el grupo había completado un concierto. Bruce fue transferido a St. Louis el día siguiente y liberado bajo fianza sin cargos el 18 de junio.

## Estilo

### Letras y música
El estilo de Insane Clown Posse's se suele describir como hip hop horrorcore, el cual "utiliza espeluznantes (y claramente desmesuradas) narraciones para dar una versión exagerada, casi caricaturizada de las penurias urbanas en Detroit", de acuerdo con la autora Sara Cohen. Bruce y Utsler definen muchas de sus letras como irónicas. Los primeros trabajos del grupo muestran un sonido minimalista y crudo, que posteriormente evolucionó hacia un estilo más cercano al rock. Las letras del grupo sirven como cuentos con moraleja, con canciones que se centran en temas como el canibalismo, el asesinato y la necrofilia. El primer álbum de Insane Clown Posse, "Carnival of Carnage", muestra un objetivo orientado hacia la política, criticando el elitismo y los prejuicios contra los habitantes del gueto, mientras que las notas del álbum critican la Guerra del Golfo. Las letras del grupo se oponen al racismo, la intolerancia, la violencia doméstica y el abuso de menores.
Insane Clown Posse ha versionado canciones de Geto Boys, Sly Fox, y Above the Law. Bruce y Utsler citan a Ice Cube, Awesome Dre, Geto Boys, y Esham como influencias en su música, y Bruce ha expresado su admiración por Gong, Pearl Jam, y Michael Jackson. La producción de Mike E. Clark para el grupo incorpora elementos como "órganos, acordes de potencia y disparos de bala ... punteado al estilo banjo y chirridos Van Halen-chillidos de guitarra-" mientras que Bruce y Utsler a menudo alternan entre el rap y los gritos. Bruce ha asegurado que la música pop ha influenciado algunos de los temas del grupo, llegando a denominarla "Pop Perverso". También ha afirmado "Hacemos nuestro propio género de música". En su crítica a The Tempest, David Jeffries de Allmusic escribió que Bruce y Utsler "[rapean] en un estilo de charlatán de feria que se ajusta a su inspiración circense, a sus disfraces de payaso, y a la producción enormemente inspirada de Mike E. Clark." Insane Clown Posse ha influenciado a otros grupos, como Axe Murder Boyz, Blaze Ya Dead Homie y Boondox.

## Carrera de lucha libre profesional

### Extreme Championship Wrestling (1997)
En agosto de 1997, Bruce recibió una llamada telefónica de sus amigos Rob Van Dam y Sabu. En ella le preguntaban si él y Utsler podrían aparecer en el segundo PPV de la Extreme Championship Wrestling, Hardcore Heaven. Bruce y Utsler eran ya fanes de la ECW, ya que Van Dam les estuvo envieando vídeos desde su estreno. Estuvieron de acuerdo en aparecer y fueron a Florida para discutir el contenido del programa de la ECW con Van Dam, Sabu y Paul Heyman. Éste celebró que Utsler y Bruce hubiesen sido luchadores, lo que significaba que podrían sorprender al público tomando bumps. Heyman también favoreció la idea de usar a Insane Clown Posse porque no era probable que nadie adivinase la relación de ellos con Van Dam y Sabu. Heyman presentó su idea a Bruce y Utsler, quienes acordaron participar. Insane Clown Posse abrió el programa interpretando canciones para emocionar a la multitud; entonces Van Dam y Sabu, heels en ese tiempo, atacaron a Bruce y Utsler, pero el face The Sandman llegó y les ayudó golpeando a Van Dam y Sabu con su shinai.

### ICP's Strangle-Mania Live(1997)
Siendo ávidos fanes de la lucha libre, Bruce y Utsler compraron y quedaron fascinados por la colección de hardcore wrestling Outrageously Violent Wrestling from Japan. El dúo decidió crear una compilación de sus combates favoritos, grabando sus propios deportes anunciando bajo los gimnicks "Handsome" Harley Guestella a.k.a 'Gweedo' (Utsler) y Diamond Donovan Douglas a.k.a. '3D' (Bruce). La compilación fue lanzada a nivel nacional bajo el título de ICP's Strangle-Mania. El éxito del vídeo hizo que Bruce y Utsler produjeran su propio programa de lucha libre, ICP's Strangle-Mania Live, llenando totalmente la capacidad del St. Andrew's Hall. El evento principal fue de Insane Clown Posse contra The Chicken Boys, que eran dos amigos de Bruce y Utsler. Con el bookerlocal Dan Curtis, otros luchadores como Mad Man Pondo, 2 Tuff Tony, Corporal Robinson, King Kong Bundy y Abdullah the Butcher aparecieron en el programa en el mismo estilo hardcore en ICP Strangle-Mania.

### World Wrestling Federation (1998)
En el verano de 1998, los Insane Clown Posse fueron contactados por Jim Johnston, de la World Wrestling Federation. Jonhston había oído que Bruce y Utsler eran fanes de la lucha libre y preguntó si podrían interpretar el tema de entrada del stable Oddities. También requirió la aparición de ICP en el evento SummerSlam en agosto de 1998 cantando la canción en vivo mientras Oddities entraban al ring. Insane Clown Posse compuso el tema "The Greatest Show" y acordó aparecer. Una vez llegaron a la arena, Utsler y Bruce se dieron cuenta de que no sólo habían hecho realidad sus sueños de lucha libre, sino que habían sido contratados por la mayor empresa del negocio y en el local con más historia, el Madison Square Garden. Utsler y Bruce conocieron en backstage a varios luchadores, como el director de la WWF Vince McMahon y a su hijo Shane. ICP agradeció a Mick Foley, luchador de la empresa por entonces, su aparición en los combates hardcore en ICP Strangle-Mania, y comenzó una amistad entre los tres. Bruce y Utsler fueron asignados al vestuario de Stone Cold Steve Austin y The Undertaker, quienes luchaban en ese evento. El dúo inmediatamente sintió en el vestuario la animosidad de los demás luchadores, algo que previamente les había conducido fuera de la lucha libre. Insane Clown Posse realizó su tarea y se les preguntó si podrían seguir apareciendo en los eventos en vivo de Monday Night Raw; en ello, Bruce y Utsler pidieron luchar, además de cantar rap. McMahon favoreció la idea y les permitió participar.
Insane Clown Posse fue puesto en un feudo con The Headbangers. En su primer combate, un dark match, The Headbangers fueron stiff, lanzando golpes reales y tratando de intimidar a Bruce y Utsler. En la revancha, estaba planeado que ICP debía recuperar la ventaja sobre sus oponentes, pero The Headbangers no obedecieron y Utsler y Bruce se vieron obligados a golpear también de verdad para que la lucha terminase como debía. Consciente de la hostilidad real entre ambos dúos, McMahon acabó el feudo tras ese combate. Los directivos apartaron a Bruce y Utsler de la competición, relegándoles a mánager de los Oddities, y les dijeron que aparentasen no saber nada de lucha libre. Durante todo este tiempo, Bruce y Utsler no tenían contrato con la WWF: se les había propuesto luchar gratis a cambio de que se emitiesen comerciales de ICP, y como el dúo sabía que ese tipo de anuncios costaban más de lo que irían a cobrar, habían accedido. El 23 de noviembre, en Raw, Utsler y Bruce se rebelaron contra Oddities y les atacaron después de un combate contra The Headbangers, rociándoles con sprays lacrimógenos y rapando el pelo a Luna Vachon. Se les informó que el comercial saldría a la semana siguiente, después de haber estado tres meses con la empresa. La semana siguiente Insane Clown Posse y The Headbangers tuvieron una reyerta contra Stone Cold Steve Austin, pero ésta no salió como acordado: preparando el combate, Austin dijo que practicaría un "Stone Cold Stunner" primero a Thrasher y luego a Bruce, pero durante el combate, Austin atacó primero a Bruce en vez de a Thrasher, lo que le pilló con la guardia baja y tuvo que simular torpemente la técnica. Tiempo después, el dúo continuaba con esperanzas de que McMahon emitiese el comercial, pero en vano. Abbys recomendó a Insane Clown Posse que acabaran su contrato con la WWF.

### Hellfire Wrestling (1998)
Mientras estaban contratados por la WWF, Insane Clown Posse trajo a Dan Curtis con ellos. Después de dejar la empresa, Curtis sugirió que deberían empezar su propia promoción de lucha libre mientras continuaban con la música; llegaba a casa de Bruce cada noche con ideas sobre lo que debían hacer. Finalmente convenció a Bruce para otro Strangle-Mania Live, que fue seguido de una gira de "Hellfire Wrestling". Curtis dirigió la gira, y Strangle-Mania Live fue en el Majestic Theater de Detroit. Dos días más tarde, Curtis fue encontrado muerto en su apartamento, debido a un problema de diabetes. Entonces "Hellfire Wrestling" fue cancelado.

### World Championship Wrestling (1999–2000)
Insane Clown Posse fue a luchar durante una larga temporada en la World Championship Wrestling, empezando en 1999. El dúo formó dos estables: The Dead Pool, consistente en Insane Clown Posse, Vampiro y Raven; y The Dark Carnival, compuesto por Insane Clown Posse, Vampiro, Great Muta y Kiss Demon.
El 9 de agosto de 1999, Insane Clown Posse hizo su debut en Monday Nitro en un six-man tag team match. En él, Insane Clown Posse y Vampiro derrotaron a Lash LeRoux, Norman Smiley y Prince Iaukea. En Road Wild 1999, Rey Mysterio, Jr., Billy Kidman y Eddie Guerrero derrotaron a Vampiro y Insane Clown Posse. Insane Clown Posse continuó luchando en Monday Nitro, derrotando a Public Enemy una semana y perdiendo contra Konnan y Rey Mysterio otra. En Fall Brawl 1999, el equipo de Rey Mysterio, Eddie Guerrero y Billy Kidman volvieron a derrotar a Insane Clow Posse y Vampìro. El 13 de septiembre, ICP derrotó a Lenny Lane y Lodi. Utsler empezó una carrera en solitario por el WCW Cruiserweight Championship.
EL 23 de agosto de 2000 en Thunder, Great Muta, Vampiro y Insane Clown Posse vencieron a Tank Abbott y 3 Count. Cinco días más tarde, en Nitro, Insane Clown Posse y Vampiro derrotaron a 3 Count, y perdieron la siguiente semana ante Rey Mysterio y Juventud Guerrera. Luego, el 25 de septiembre, Mike Awesome derrotó a ICP en un Handicap Hardcore Match.

### Juggalo Championshit Wrestling (1999–2006)
El 19 de diciembre de 1999, Bruce y Utsler crearon su propia promoción de lucha libre, la Juggalo Championshit Wrestling (ahora conocida como Juggalo Championship Wrestling). Esa noche, el dúo derrotó al equipo de dos Doink the Clowns para convertirse en los primeros Campeones en Parejas de la JCW. El evento fue lanzado como JCW, Volume 1, con los comentarios de Bruce y Utsler bajo sus gimnicks de '3D' y 'Gweedo'. En 2000, Insane Clown Posse y Evil Dead derrotaron a The Rainbow Coalition, y el combate fue llamado JCW, Volume 2. En 2003, Insane Clown Posse defendió y retuvo los títulos contra Kid Cock (parodia de Kid Rock) y Feminem (parodia de Eminem). De la forma acostumbrada se llamó JCW, Volume 3.
El dúo continuó luchando para la JCW; sólo pudo ser visto en eventos en vivo hasta 2007, cuando se creó JCW SlamTV!.

### Circuito independiente (2000–presente)
El 17 de marzo de 2000, Insane Clown Posse derrotó a Big Flame, Neal y Bob en un Handicap Match. El siguiente año Bruce apareció en Xtreme Pro Wrestling en XPW Rapture a ayudar a Utsler. Después de que Bruce sufriera una lesión real debida a un clothesline, el dúo dejó la compañía. El 5 de octubre de 2002, ICP luchó en Ring of Honor y derrotaron a Oman Tortuga y Diablo Santiago. El 12 de diciembre de 2004 compitieron en el evento Night of Appreciation for Sabu, formando equipo con Rude Boy para derrotar al equipo de Corporal Robinson, Zach Gowen y Breyer Wellington.
En 2005, Utsler tuvo cirugía en el cuello que le dejó incapaz de competir durante dos años. Bruce siguió solo, haciendo equipo con Corporal Robinson y 2 Tuff Tony en The Hatchet Boys. Más tarde, en 2006, Bruce fue metido en una rivalidad de empresas con la Pro Wrestling Unplugged. El 16 de diciembre de ese año, Pro Wrestling Unplugged creó el evento "PWU vs JCW". Después de que O’Doyles derrotasen a The Bosom Buddies, Insane Clown Posse aparecieron y atacaron a The O’Doyles. En el evento principal, el Team PWU (The Backseat Boyz y Corporal Robinson) derrotó al Team JCW (2 Tuff Tony, Violent J, y Dyson Pryce).
El mes siguiente PWU creó "Cuffed & Caged: Last Man Standing", donde se enfrentaban otra vez a la JCW. El evento principal era un War Games match entre el Team PWU (Trent Acid, Corporal Robinson, Johnny Kashmere, "The Complete” Pete Hunter, and “The Pitbull” Gary Wolfe) y el Team JCW (Nosawa, 2 Tuff Tony, Violent J, Mad Man Pondo, y Raven), con el propietario de la PWU Tod Gordon esposando a Shaggy 2 Dope fuera de la jaula. Después de que Raven traicionase a ambos equipos, estos unieron fuerzas y se dio por terminada la rivalidad.
Insane Clown Posse continuó apareciendo por promociones independientes, como Firestorm Pro.

### Total Nonstop Action Wrestling (2004)
El 21 de enero de 2004 Insane Clown Posse apareció en un episodio del evento semanal de la NWA Total Nonstop Action. El dúo apareció de fiesta entre el público junto con un grupo de juggalos. En el combate principal de la noche, un combate entre Jeff Jarrett contra El Leon, Jarrett y El Leon estaban luchando entre el público cuando ICP lanzó Faygo a los ojos de Jarrett. La siguiente semana Insane Clown Posse fue entrevistado por Mike Tenay, donde dijeron que eran fanes de la TNA, y que querían ser parte de la promoción. A medida que empezaron a hacer (kayfabe) comentarios negativos contra Jarrett, Glenn Gilberti y David Young les interrumpieron. Cuando Gilberti intentó convencer al dúo de pedir disculpas a Jarrett, ICP lanzó a Gilberti y Young fuera del ring y les prometieron un combate entre ellos la siguiente semana.
El 4 de febrero, ICP derrotó a Gilberti y Young. Más tarde, Scott Hudson entrevistó a Bruce y Utsler, y dijeron que querían hacer frente a Jeff Jarrett en un Juggalo Street Fight. Insane Clown Posse ganó contra Glen Gilbertti y Kid Kash el 18 de febrero. Dos semanas más tarde anunciaron un "Dark Carnival Match" contra Glen Gilbertti y dos compañeros que él eligiese. La siguiente semana ICP y 2 Tuff Tony lucharon contra Glen Gilbertti, Kid Kash y David Young. "The Alpha Male" Monty Brown hizo su retorno a TNA y esto le costó a ICP el combate. Durante su período en TNA, Insane Clown Posse trajo a la compañía las cotas de público más altas de la historia. Después de dejarla, el dúo se mantuvo estrechamente unido a la empresa.
El 17 de marzo, Insane Clown Posse organizó el primer house show de TNA en Detroit. El dúo derrotó a los miembros del Team Canada Eric Young y Petey Williams.

### Juggalo Championship Wrestling (2007–presente)
En 2007, JCW lanzó SlamTV!. Con ello llegó la primera emisión de la JCW desde los tres DVD iniciales. Bruce volvió como comentarista como Diamond Donovan Douglas, y Utsler como "Handsome" Harley Guestella. 3D y Gweedo anunciaron en un episodio de SlamTV! que Insane Clown Posse había sido despojado de los títulos por no defenderlo. En el primer Bloodymania, el primer evento de JCW, Insane Clown Posse hizo equipo con team Sabu para derrotar a Trent Acid y The Young Alter Boys, con Annie Social the Nun.

#### Juggalo World Order
Evansville Invasion marcó el debut de la Juggalo World Order (JWO), consistente en Corporal Robinson, Scott Hall, y Violent J. En los años Hallowicked After Party, el 31 de octubre, Shaggy 2 Dope fue introducido como miembro del grupo. En el combate principal el árbitro especial Nosawa se quitó la camisa de rayas para mostrar otra de JWO. En Bloodymania II, Kevin Nash hizo equipo con Scott Hall, y se proclamó miembro del grupo. El Hallowicked After Party de 2008 mostró al nuevo miembro de JWO, 2 Tuff Tony.
El 9 de noviembre, JWO (Scott Hall, Shaggy 2 Dope, Violent J, 2 Tuff Tony, y Corporal Robinson) "invadió" el Turning Point de TNA comprando entradas. Procedieron a proclamar su facción con jerséis de la JWO antes de quitárselos. El grupo expresó su interés de "invadir" el Royal Rumble de 2009 de WWE, pero no pudieron por estar filmando su película Big Money Rustlas en Los Angeles. También se mostraron interesados en "invadir" Ring of Honor y Ultimate Fighting Championship.

### En lucha
- Movimientos finales
  - Combinación de flapjack de Violent J y cutter de Shaggy[78]
  - Simultáneos diving moonsault de Violent J y diving leg drop de Shaggy[92]

- Movimientos de firma
  - Combinación de belly to back suplex de Violent J y neckbreaker slam de Shaggy
  - Combinación de double leg hold de Violent J y diving leg drop de Shaggy[98]
  - Double dropkick, a veces a la cara de un oponente sentado[99]
  - Double vertical suplex[100]
  - Double low blow stomp[98]

- Luchadores dirigidos
  - Oddities (Golga, Kurrgan & Giant Silva) (c/Luna Vachon)
  - Evil Dead[78]
  - Raven[100][101]
  - Vampiro[102]

### Campeonatos y logros
Juggalo Championship Wrestling
- JCW Tag Team Championship (2 veces)[103]

## Discografía
La discografía de Insane Clown Posse inicia con la publicación de una serie de álbumes (separados por el doble Bizaar) que emulan los comodines de una baraja, "The Jokers Cards", y que según su imaginero indicaban la proximidad del fin de los tiempos en una especie de Carnaval Negro.
| Álbumes de estudio - 1992: Carnival of Carnage - 1994: The Ringmaster - 1995: The Riddle Box - 1997: The Great Milenko - 1999: The Amazing Jeckel Brothers - 2000: Bizaar - 2000: Bizzar - 2002: The Wraith: Shangri-La - 2004: The Wraith: Hell's Pit - 2007: The Tempest - 2009: Bang! Pow! Boom! - 2012: The Mighty Death Pop! - 2015: The Marvelous Missing Link: Lost - 2015: The Marvelous Missing Link: Found - 2019: Fearless Fred Fury - 2021: Yum Yum Bedlam EP - 1991: Dog Beats - 1993: Beverly Kills 50187 - 1994: The Terror Wheel - 1996: Tunnel of Love - 2005: The Calm - 2007: The Eye Of The Storm - 2014: House of Wax - 2015: Phantom X-tra Spooky Edition - 2018: Hell's Cellar - 2018: Willaby Rags: Magical Bag of Poop - 2019: Flip the Rat - 2021: You Produce (ICP's House Party Peep Show) - 2021: Yum Yum's Lure - 2022: Wicked Vic the Weed - 2022: Pug Ugly the Stink Bud | Álbumes recopilatorios, remixes, etc. - 1998: Forgotten Freshness Volumes 1 & 2 - 2001: Forgotten Freshness Volume 3 - 2005: Forgotten Freshness Volume 4 - 2006: Wraith: Remix Albums - 2010: ICP: The Old Shit - 2011: Featuring Freshness - 2012: Smothered, Covered & Chunked - 2012: Mike E. Clark's Extra Pop Emporium - 2013: Forgotten Freshness Volume 5 - 2014: 20th Anniversary Hallowicked - 2015: The Marvelous Missing Link: Outtakes - 2015: 20th Anniversary: Riddle Box - 2017: Incredible Collectable Collection - 2017: 20th Anniversary: The Great Milenko - 2019: Forgotten Freshness, Vol. 6 Filmografía - 2000: Big Money Hustlas - 2008: Death Racers - 2009: A Family Underground - 2010: Big Money Rustlas |